# Borrenes
Borrenes (en gallec, Borrés) és un municipi de la província de Lleó a la comunitat autònoma de Castella i Lleó. Forma part de la comarca d'El Bierzo i és un dels municipis en els quals es parla gallec. Les Mèdules ocupen part del seu terme municipal, i del de Carucedo i Puente de Domingo Flórez.

## Demografia
| 1991 | 1996 | 2001 | 2004 |
| ---- | ---- | ---- | ---- |
| 612  | 551  | 468  | 465  |

## Nuclis de població
- Borrenes
- La Chana
- Orellán
- San Juan de Paluezas
- Voces